# روبرت كنودسون
روبرت كنودسون (بالإنجليزية: Robert Knudson)‏ هو مهندس ومهندس الصوت أمريكي، ولد في 29 سبتمبر 1925 في لوس أنجلوس في الولايات المتحدة، وتوفي في 21 يناير 2006 في كولومبيا في الولايات المتحدة.

## وصلات خارجية
- روبرت كنودسون على موقع IMDb (الإنجليزية)
- روبرت كنودسون على موقع قاعدة بيانات الفيلم (الإنجليزية)